# La Pasión de Olesa de Montserrat
La Pasión de Olesa de Montserrat es una representación teatral de gran formato que narra la Pasión y muerte de Jesús y que se representa anualmente en la localidad de Olesa de Montserrat los meses de marzo y abril. Sus orígenes se remontan a 1538, que es el año de la referencia documental más antigua encontrada hasta la fecha (ver apartado ‘Historia’). La Pasión de Olesa fue la primera de las pasiones catalanas en ser galardonada con la Creu de Sant Jordi de la Generalitat de Catalunya, en el año 2002.
Es evidente que en un espectáculo donde se representa la vida, la muerte y la resurrección de Cristo, las connotaciones religiosas están presentes. En el caso de La Pasión de Olesa, como todas las que se representan por el territorio catalán, son más que presentes, constituyen el origen. Olesa de Montserrat, no obstante, con el paso del tiempo, ha ido alejando las representaciones a la tradición religiosa para acercarla más al espectáculo teatral. Esta es la gran sorpresa que está en boca de todos los que visitan La Pasión de Olesa por primera vez, la sensación de no solamente asistir a una tradición que toca una vez a la vida, sino también la de haber presenciado un espectáculo teatral de primera categoría.
En Olesa de Montserrat hace mucho tiempo que, año tras año, tienen lugar estas representaciones en las cuales participan un gran número de olesanos de forma desinteresada, solo por continuar una tradición que han heredado de sus antepasados.
La Pasión de Olesa fue la primera de las pasiones al ser galardonada con la Cruz de San Jorge de la Generalidad de Cataluña, del año 2002.

## Orígenes

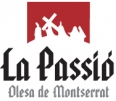
Logotipo actual

No se sabe exactamente cuándo empezaron las representaciones, pero, seguramente tienen sus orígenes en los actos sacramentales, procesiones y otras representaciones vinculadas a la liturgia de la Semana Santa que se realizaban dentro de los recintos de las iglesias durante la Edad Media.
El documento más antiguo referente a las representaciones de La Pasión en Olesa de Montserrat data del siglo XVI, concretamente del año 1538, y se conserva en el Archivo Parroquial de Olesa. Se trata de un documento de inventario de los objetos de la sacristía de la iglesia parroquial de Santa María de Olesa de Montserrat donde, entre el listado de ropas y objetos litúrgicos se cita una consueta “para hacer la pasión”, es decir, el texto para representar la pasión.

## Historia

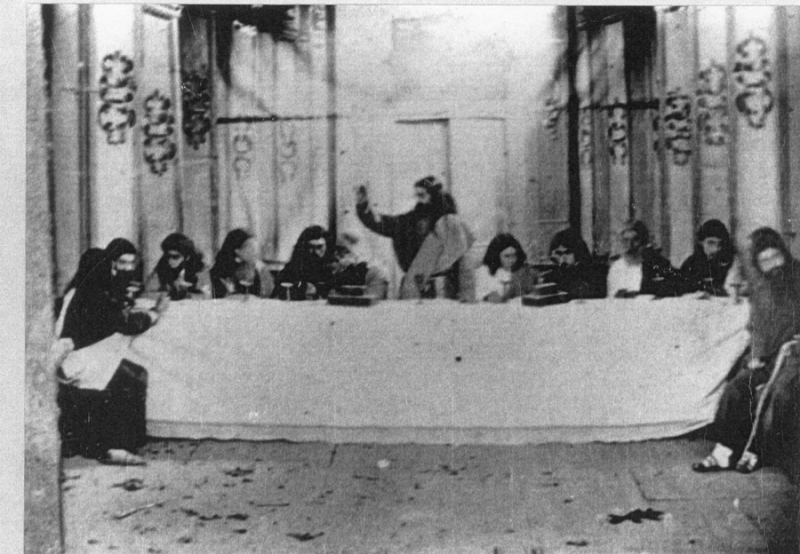
Santa Cena en el Teatro Principal

La Pasión se representó, durante el siglo XVI, en el ámbito urbano y como ceremonia cívica. Organizada por el municipio y con la concurrencia de toda la población. Pero después de casi un siglo, la iglesia reconduce la representación dentro del templo, hecho que le permite una mayor vigilancia, audiencia y prestigio. En el siglo XVII se creó la “Cofradía de la Sangre de Jesucristo” que era la encargada de hacer las representaciones. Se cree que durante el siglo XVIII, las representaciones tenían lugar en los molinos de aceite, bajo la dirección de los monjes de Montserrat.
En la época moderna, si se mantienen estas representaciones, es gracias a la tenacidad popular, porque las instancias eclesiásticas buscaban reiteradamente la prohibición, como lo demuestra la disposición episcopal de 1813, que afortunadamente Olesa no tuvo en cuenta.
En el siglo XIX las representaciones continuaron, a pesar de la Guerra de la Independencia Española y el hecho de estar prohibidas por las autoridades eclesiásticas, que creían que se llevarían a cabo de una forma poco religiosa. En el año 1847 se construyó el Teatro Principal en la calle Beato Oriol, donde se pasaron a hacer las representaciones. Cada año iba aumentando el número de espectadores, que venían de todos los pueblos de los alrededores para ver el “Drama Sacro”.
El texto que se utilizaba había sido escrito por fray Antonio de San Jerónimo y se continuó utilizando hasta el año 1949, año en el cual se estrenó un nuevo texto de Joan Povill Adserà, maestro de la población.
Al principio del siglo XX, se construyó un nuevo local, el Teatro del Círculo, teatro donde también se representó La Pasión y empezó la rivalidad con la compañía que la seguía representando en el Teatro Principal. Cuando en el año 1917-18 cerró el Teatro Principal, algunos miembros de esta compañía se integraron a las representaciones que tenían lugar en el Círculo.
En 1924 se inauguró un nuevo local, el Teatro Olesa (popularmente conocido como “Salistes”), y se volvió a iniciar la rivalidad entre las dos compañías.
Durante la Guerra Civil se suspendieron las representaciones de La Pasión y en el año 1940 se reanudaron de nuevo bajo una misma entidad en el Teatro Olesa. Cabe comentar que, a pesar de la censura del momento, La Pasión se hacía en catalán gracias al peso de la tradición y afán de los colaboradores.

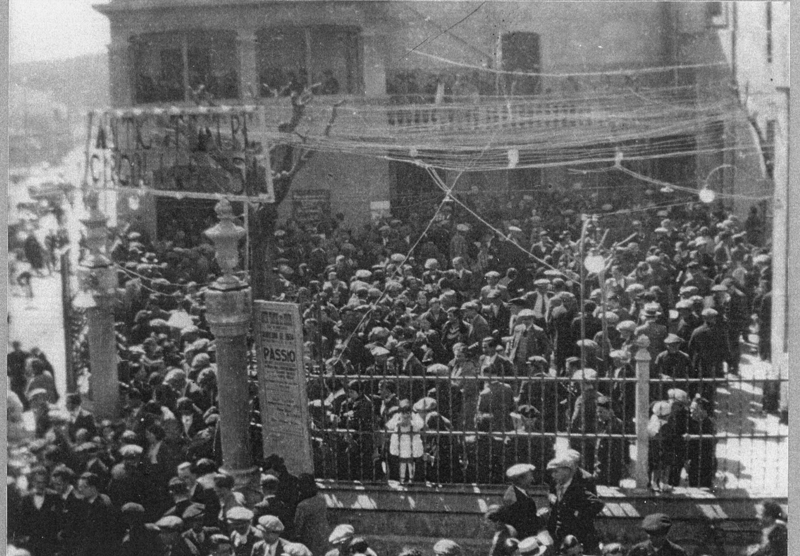
Público saliendo del Teatro del Círculo
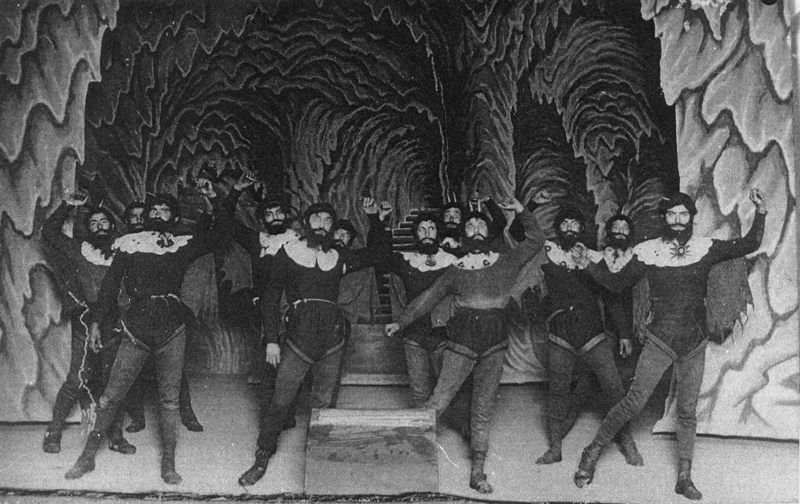
Baile de demonios en el Teatro del Círculo
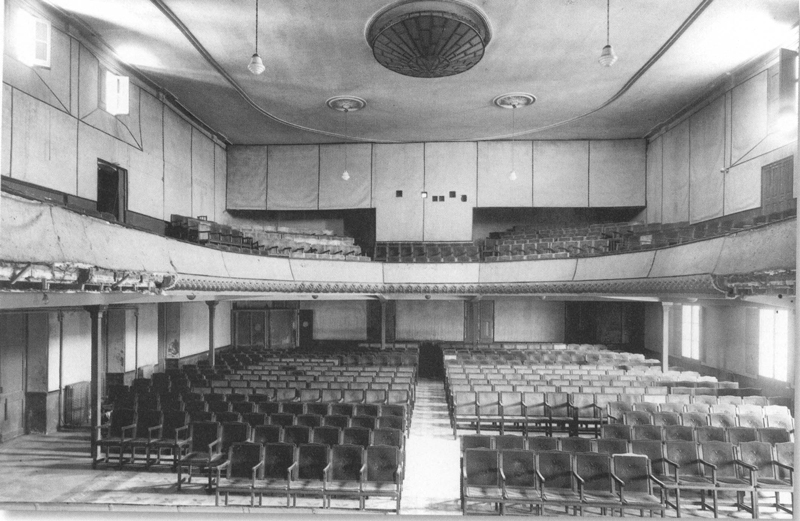
Patio de butacas del Círculo
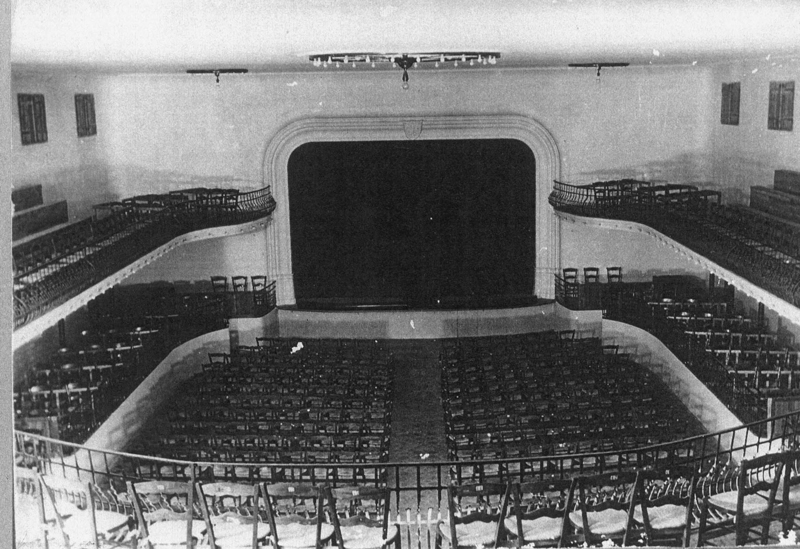
Interior del Teatro Olesa (El Salistes)
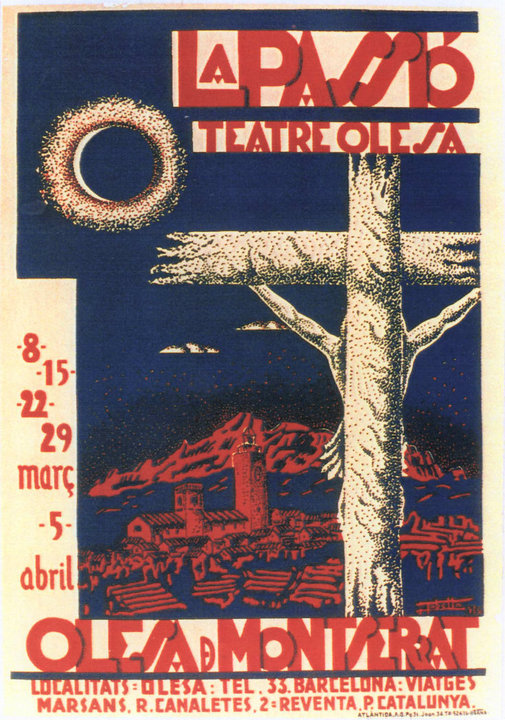
Cartel publicitario de La Pasión a principios de la década de 1930

En el año 1952 se estrenó el Gran Teatro de La Pasión, que se construyó donde hasta el momento había habido el Teatro del Círculo. Este nuevo teatro tenía capacidad para dos mil quinientas personas.
En el año 1956, y para facilitar la asistencia del público a La Pasión, que no entendía el catalán, se estrenó un complicado sistema de aparatos conectados a cada butaca del teatro, gracias a los cuales, a través de un selector y unos auriculares, se podía seguir La Pasión en diversos idiomas: español (traducción simultánea), francés e inglés (explicación de las escenas). Huelga decir que este proyecto causó una gran revolución. Parece ser que fue uno de los primeros teatros del mundo que pudo disponer de esta tecnología.
En 1968 se encargó a José Tamayo hacer una gran renovación de la escenografía y un nuevo montaje, con las más avanzadas técnicas del momento. El resultado fue un espectacular montaje ágil, rápido, flexible y con ritmo. Se consiguió de esta manera reducirlo a una sola sesión matinal.
El 23 de febrero de 1983 un incendio destruyó el Gran Teatro de La Pasión. Durante los tres años siguientes, las representaciones de La Pasión tuvieron lugar en los alrededores de la iglesia y en el teatro Salistes en la versión antigua de fray Antonio de San Jerónimo.
El 1 de mayo de 1987 se inauguró el Nuevo Teatro de La Pasión con nuevos equipamientos técnicos y con un escenario de grandes dimensiones, que lo convierten en uno de los teatros más grandes y modernos de toda Cataluña.
El 14 de abril de 1996 se consiguió un récord de alcance mundial al reunir 729 actores simultáneamente en escena.
El 3 de diciembre de 2002, la Asociación La Pasión de Olesa de Montserrat fue galardonada con la Cruz de San Jorge, la distinción más grande que otorga la Generalidad de Cataluña a aquellas personas o entidades que contribuyen al fomento de la cultura y la identidad catalanas. Éste fue, también, un reconocimiento a los miles de personas anónimas que hicieron posible que hoy en día La Pasión de Olesa sea considerada un referente cultural en España.

## El espectáculo
La Pasión es una obra de teatro de grandes dimensiones, tanto por lo que se refiere a escenografía como a número de actores figurantes que suele llegar a los 500 en cada representación. Las representaciones se llevan a cabo, normalmente, durante los fines de semana de los meses de marzo y abril.
La obra se estructura en 3 actos de aproximadamente una hora cada uno:
- en el primer acto se explica la vida pública de Jesús, con escenas como las de las Bodas de Canaán, el Sermón de la Montaña, la resurrección de Lázaro o la entrada triunfal de Jesús en Jerusalén, una de las escenas más espectaculares, ya que es en donde aparecen el máximo número de actores figurantes;

- el segundo acto describe la parte más humana del personaje de Jesús, que prevé su muerte y se despide de su madre y sus discípulos. Este acto también incluye la sesión del Sanedrín, que decide llevar a Jesús delante de Pilatos para que lo condene a muerte, y escenas donde se ven los motivos que incitan a Judas a traicionar a su maestro y a entregarlo al Sanedrín. Esta decisión hará que Judas remueva toda su consciencia y acabe suicidándose;

- el tercer y último acto muestra el proceso de condena de Jesús ante Pilatos, su muerte en cruz y, finalmente, su resurrección.

El espectáculo de La Pasión no es solamente una gran representación teatral, es la fuerza de los olesanos y olesanas que trabajan desinteresadamente para plasmar en el escenario la herencia de casi 500 años de historia. Todo el espectáculo, artística y técnicamente, es llevado a cabo por colaboradores que, con su esfuerzo altruista, se suman al espectáculo para ofrecer toda su creatividad y dar a los espectadores una buena calidad teatral.
La música es original del compositor Josep M. Roma y se estrenó en el Palacio de la música Catalana en 1948. La escenografía y los diseños del vestuario actuales son obra de Pere Francesh, estrenados en 1987 durante la inauguración del nuevo teatro.

## El teatro

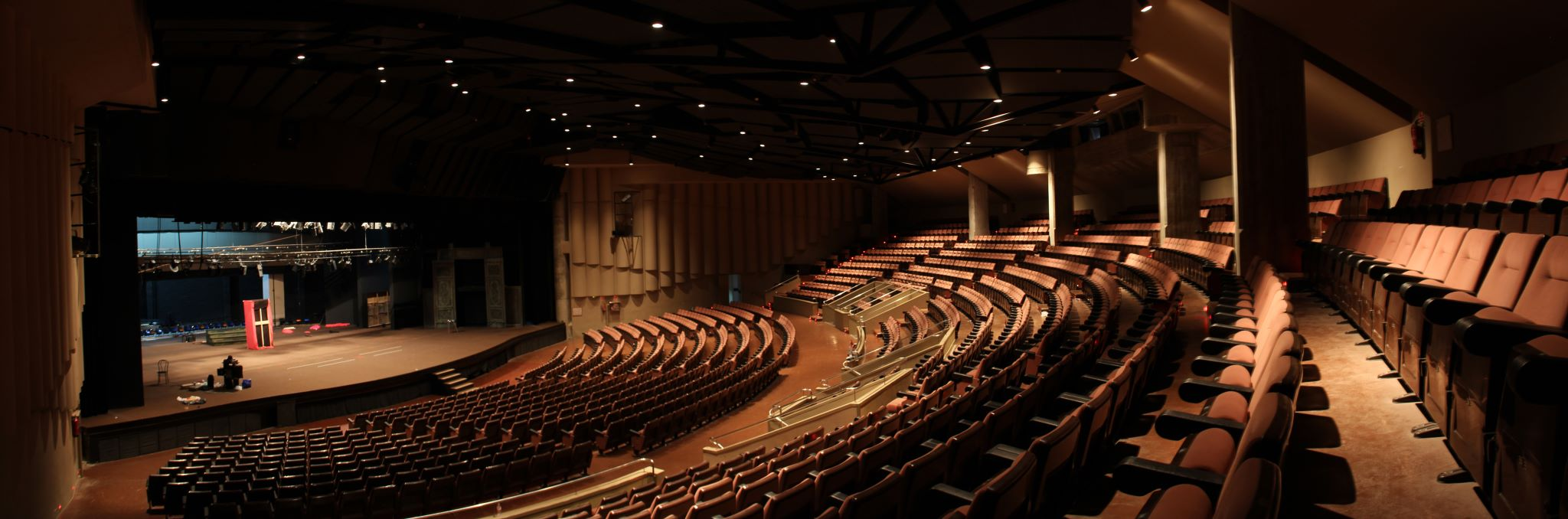
Patio de butacas y escenario

El teatro de La Pasión de Olesa es un edificio majestuoso, capaz de acoger cualquier tipo de espectáculo: teatro, conciertos, convenciones...
El proyecto inicial, del arquitecto Joan Baca i Pericot, fue diseñado para construir el teatro a la misma ubicación que el anterior, destruido en un incendio en el año 1983, pero finalmente se modificó para adaptarlo a la actual ubicación: la Plaza del Aceite.
La entrada principal acoge las taquillas para la venta de entradas y da paso al vestíbulo principal, que es al mismo tiempo una sala de exposiciones llamada Espacio de Arte.
El patio de butacas, en un solo nivel y con forma de anfiteatro, tiene capacidad para 1496 personas. Pero uno de los rasgos más característicos del edificio es la boca de escenario: una de las más anchas del mundo. El proscenio tiene 30 metros de ancho y 7 de alto.
El escenario está dotado de diversos mecanismos para facilitar la entrada y salida de decorados:
- Telar contrapesado manual de 21 metros de alto.
- 2 estructuras giratorias laterales, de 7 metros de ancho y 7 de alto.
- 6 elevadores hidráulicos para subir decorados desde debajo del escenario, cada uno de 3x1,5 metros de superficie y 8 de altura.

El edificio también cuenta con 3 plantas de vestidores, con capacidad para más de 500 actores, sala de maquillaje, almacén de vestuario, taller escenográfico y taller técnico, además de una sede social donde se ubica la secretaría de la entidad, el Café del Teatro, salas de reuniones y una sala de actos llamada Espacio Claro.
Cabe destacar que el diseño original del teatro contempla la construcción de una pequeña sala situada justo debajo del patio de butacas, para obras de pequeño y mediano formato. Esta sala, no obstante, solamente cuenta con las paredes, y no se ha terminado todavía de construirse por falta de recursos económicos.

## Fondo de arte
Cuando se estrenó el nuevo teatro en el año 1987, la Pasión, a través de diferentes artistas de renombre, promovió una nueva línea de carteles para promocionar es espectáculo. Gracias a su contribución, La Pasión de Olesa pudo exportar una imagen de mayor modernidad más a juego con el espectáculo que representa. Estas obras completan una importante colección artística que crece temporada tras temporada y que supone la visión y percepción de diferentes estilos, técnicas y materiales.